# Oratorio di San Bartolomeo (Bedonia)
L'oratorio di San Bartolomeo è un luogo di culto cattolico dalle forme barocche situato in località Tomba di Chiesiola, frazione di Bedonia, in provincia di Parma e diocesi di Piacenza-Bobbio; è sussidiario della parrocchiale di San Giovanni Battista di Chiesiola e fa parte del vicariato della Val Taro e Val Ceno.

## Storia
Il luogo di culto originario fu edificato in epoca medievale e ricostruito nel XIV secolo.
L'oratorio fu forse riedificato o ristrutturato in stile barocco nel XVIII secolo o comunque prima della promulgazione dell'editto di Saint Cloud del 1804; secondo altre ipotesi sarebbe invece stato ricostruito nel XIX secolo riutilizzando i materiali della precedente struttura.
Intorno alla metà del XX secolo fu innalzata la torre campanaria su una base in pietre sbozzate di probabile epoca medievale.

## Descrizione

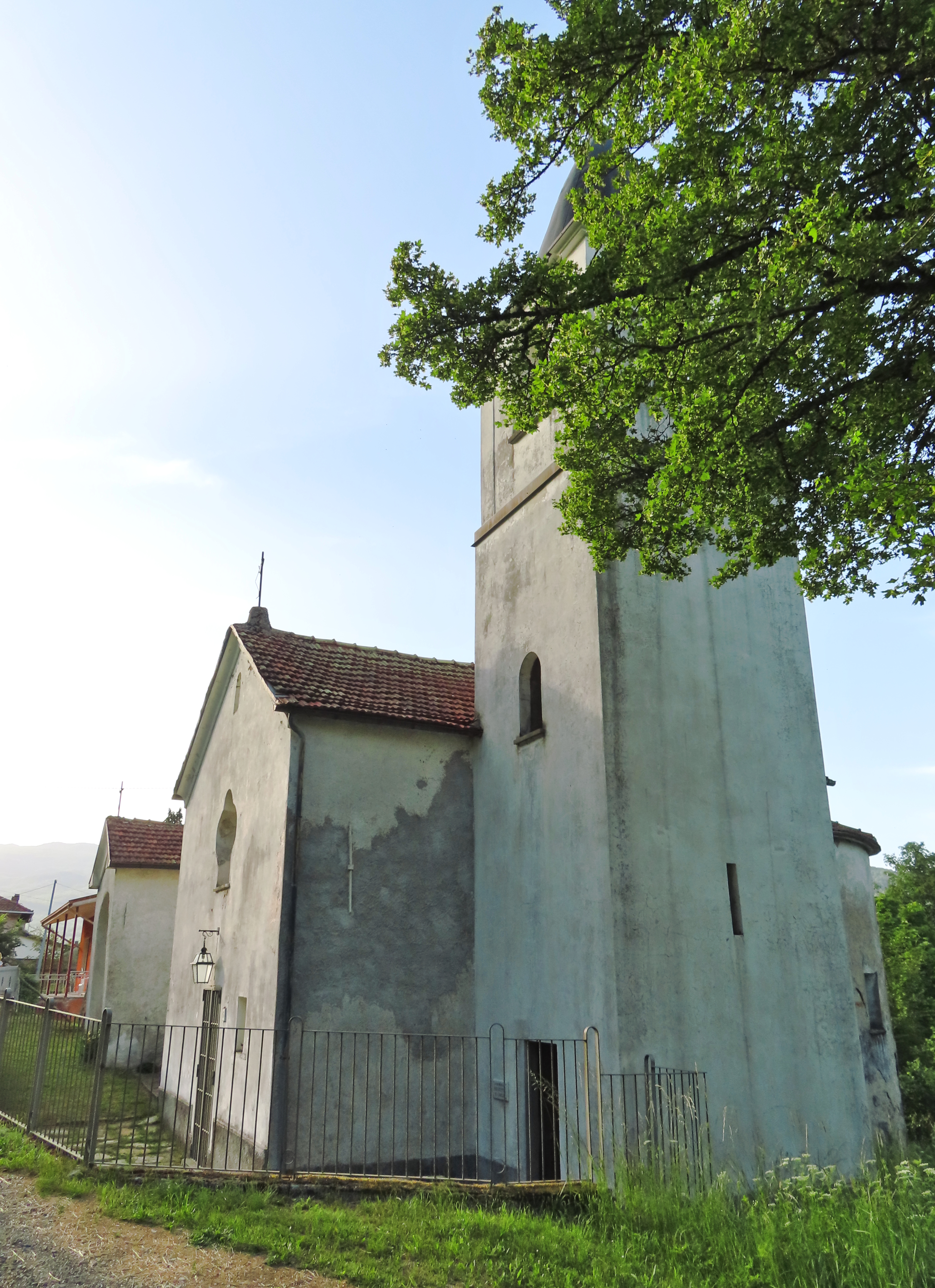
Facciata e lato est

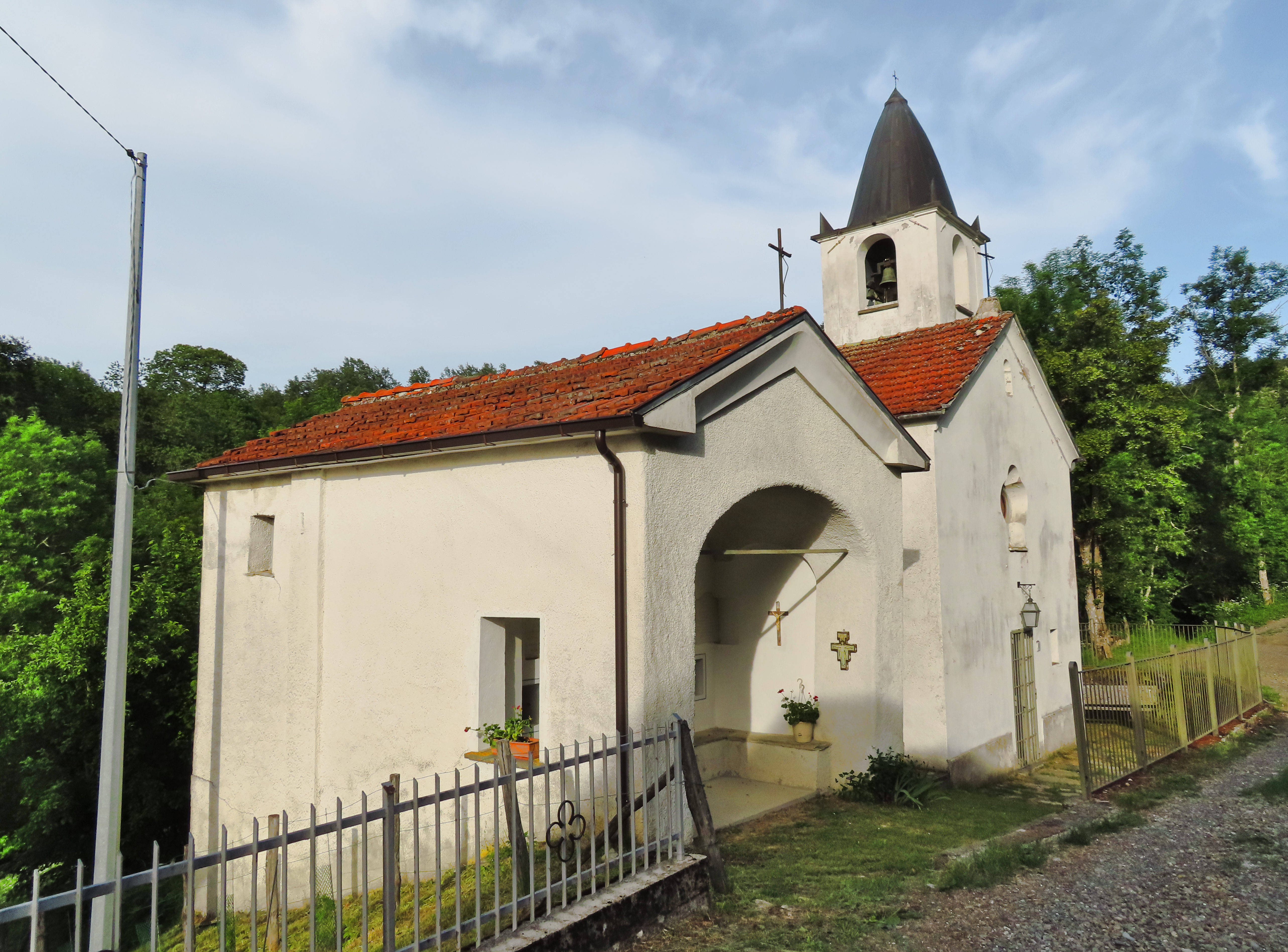
Antico oratorio

L'oratorio si sviluppa su un impianto a navata unica, con ingresso a sud e presbiterio absidato a nord; il lato sinistro è affiancato dalla sagrestia e dall'ossario.
La pressoché simmetrica facciata a capanna, interamente intonacata, è caratterizzata dalla presenza del portale d'ingresso centrale, affiancato sulla destra da una finestrella rettangolare; più in alto è collocata un'apertura a forma di croce latina con angoli arrotondati, mentre in sommità si trova una piccola nicchia ad arco a tutto sesto; a coronamento corre lungo gli spioventi del tetto il cornicione modanato in lieve aggetto.
Il lato destro è illuminato da una finestra rettangolare in sommità; più avanti si erge il campanile, accessibile attraverso il portale d'ingresso alla base, sormontato da una monofora ad arco trilobato; la cella campanaria si affaccia sulle quattro fronti attraverso aperture ad arco a tutto sesto; in sommità si staglia un'alta guglia conica rivestita in lastre di rame.
Sul retro si allunga l'abside a pianta semicircolare, illuminata da una finestra rettangolare aperta sul lato destro.
All'interno la navata, coperta da due volte a crociera, è affiancata da una serie di lesene coronate da capitelli dorici a sostegno del cornicione perimetrale modanato in aggetto; sulla destra si apre, in corrispondenza della seconda e ultima campata, una nicchia ad arco a tutto sesto, contenente la statua di San Bartolomeo.
Il presbiterio absidato, lievemente sopraelevato, è preceduto da un'ampia arcata a tutto sesto, retta da due massicce paraste; l'ambiente è chiuso superiormente dal catino suddiviso in tre spicchi a vela lunettati; sul fondo, tra due lesene, si staglia sopra all'altare maggiore la pala raffigurante San Bartolomeo.
L'oratorio accoglie inoltre due dipinti rappresentanti Santa Lucia e Sant'Antonio da Padova, oltre a una piccola statua marmorea della Madonna.